# Trương Minh (nhà ngoại giao)
Trương Minh (tiếng Trung: 张明; bính âm: Zhāng Míng; sinh 1957) là một nhà ngoại giao Trung Quốc hiện đang giữ chức tổng thư ký của Tổ chức Hợp tác Thượng Hải. Trước đây ông từng là đại sứ Trung Quốc tại Liên minh châu Âu và Kenya.

## Tiểu sử
Từ năm 1975 đến 1976, ông làm việc tại nhà máy máy biến thế ở Trịnh Châu, tỉnh Hà Nam và từ năm 1976 đến 1977, ông làm việc tại huyện Thương Khâu, tỉnh Hà Nam. Từ năm 1978 đến 1983, ông học tiếng Ả Rập tại Khoa Ngôn ngữ Á và Phi, Đại học Ngoại ngữ Bắc Kinh.
Năm 1983, ông được bổ nhiệm làm nhân viên Vụ Tây Á và Bắc Phi thuộc Bộ Ngoại giao nước Cộng hòa Nhân dân Trung Hoa. Cùng năm đó, ông gia nhập Đảng Cộng sản Trung Quốc.Từ năm 1984 đến năm 1985, ông là nhân viên của Đại sứ quán Trung Quốc tại Yemen.
Từ năm 1985 đến năm 1988, ông giữ chức vụ tùy viên Vụ Tây Á và Bắc Phi trong Bộ và từ năm 1988 đến năm 1992, ông giữ chức Bí thư thứ ba và Bí thư thứ hai của Đại sứ quán Trung Quốc tại Oman.
Từ năm 1992 đến năm 1997, ông giữ chức vụ Phó Vụ trưởng và Bí thư thứ nhất Vụ Tây Á và Bắc Phi. Từ năm 1997 đến năm 2001, ông giữ chức Bí thư thứ nhất và Tham tán Đại sứ quán Trung Quốc tại Israel. Năm 2006, ông được bổ nhiệm làm đại sứ Trung Quốc tại Kenya. Đồng thời, ông được bổ nhiệm làm Đại diện thường trực cho Chương trình Môi trường Liên Hợp Quốc và Chương trình Định cư con người của Liên Hợp Quốc.
Từ năm 2009 đến 2010, Trương giữ chức Vụ trưởng Vụ Châu Phi của Bộ Ngoại giao. Từ năm 2010 đến 2011, ông giữ chức vụ Chánh Văn phòng Bộ. Từ năm 2011 đến 2013, ông giữ chức Trợ lý Bộ trưởng Bộ Ngoại giao và năm 2013, ông được bổ nhiệm giữ chức Thứ trưởng Bộ Ngoại giao.
Năm 2017, Trương được bổ nhiệm làm đại sứ Trung Quốc tại Liên minh châu Âu. Đồng thời, ông trở thành người đứng đầu phái đoàn Trung Quốc tại NATO. Vào tháng 1 năm 2018, ông được chọn làm thành viên Ủy ban Quốc gia khóa 13 của Hội nghị Hiệp thương Chính trị Nhân dân Trung Quốc.
Tháng 1 năm 2022, ông trở thành Tổng thư ký Tổ chức Hợp tác Thượng Hải.